# تروفيج أوماغ 2023
تروفيج أوماغ 2023 هو سباق دراجات هوائية، وهو الموسم الحادي عشر من تروفيج أوماغ ‏، وأقيم في 1 مارس 2023.
فاز بالمركز الأول Adam Ťoupalík ‏، وفاز بالمركز الثاني Jan Christen ‏، وفاز بالمركز الثالث Darren van Bekkum ‏.

## الفرق
| فرق برو (2)- Team Solution Tech–Vini Fantini ‏ - Green Project-Bardiani CSF-Faizanè فرق قارية (25)- WSA KTM Graz p/b Leomo ‏ - Gallina Ecotek Lucchini ‏ - أدريا موبيل ‏ - XDS Astana Development Team ‏ - توبفوركس لابيير 2023 ‏ - Groupama–FDJ Continental Team ‏ - كولباك ‏ - Cycling Team Kranj ‏ - إي أف إديوكيشن - نيبو تيم ‏ - إلكوف كاسبر 2023 ‏ - أدفاريكس هرينكو سيلينج ‏ - Hagens Berman Jayco ‏ - Israel Premier Tech Academy ‏ - Visma–Lease a Bike Development ‏ - Team Ljubljana Gusto Santic ‏ - Mazowsze Serce Polski ‏ - بي آند إس بينوتي 2023 ‏ - 2023 Scorpions Racing ‏ - Rad-Net Oßwald ‏ - Sauerland NRW-SKS Germany ‏ - سانتيك ويباتيك 2023 ‏ - فريق تيرول كيه تي إم للدراجات 2023 ‏ - Tudor Pro Cycling Team U23 ‏ - فوستر أيه تي إس تيم 2023 ‏ - Team Technipes #inEmiliaRomagna ‏ فريق وطني- فريق سويسرا لركوب الدراجات ‏ فريق نادي الدراجات- mebloJOGI Pro-concrete‏ |  |
| |  |

## التصنيف العام النهائي
| التصنيف العام | التصنيف العام        | التصنيف العام                    | التصنيف العام | التصنيف العام |
| العداء        | العداء               | الفريق                           | الوقت         |               |
| ------------- | -------------------- | -------------------------------- | ------------- | ------------- |
| 1             | Adam Ťoupalík ‏       | إلكوف كاسبر ‏                     | 3 س 19 د 33 ث |               |
| 2             | Jan Christen ‏        | Hagens Berman Jayco ‏             | + 2 ث         |               |
| 3             | Darren van Bekkum ‏   | Visma–Lease a Bike Development ‏  | + 2 ث         |               |
| 4             | Davide Persico ‏      | كولباك ‏                          | + 13 ث        |               |
| 5             | Bartłomiej Proć ‏     | ويباتيك مركس 7 آر ‏               | + 13 ث        |               |
| 6             | Oded Kogut ‏          | Israel Premier Tech Academy ‏     | + 13 ث        |               |
| 7             | Nicolas Dalla Valle ‏ | Team Solution Tech–Vini Fantini ‏ | + 13 ث        |               |
| 8             | بيفل كيليمن          | توبفوركس لابيير ‏                 | + 13 ث        |               |
| 9             | Dario Igor Belletta ‏ | Visma–Lease a Bike Development ‏  | + 13 ث        |               |
| 10            | Thibaud Gruel ‏       | Groupama–FDJ Continental Team ‏   | + 13 ث        |               |
|               |                      |                                  |               |               |
|               |                      |                                  |               |               |